# Reichsluftfahrtministerium

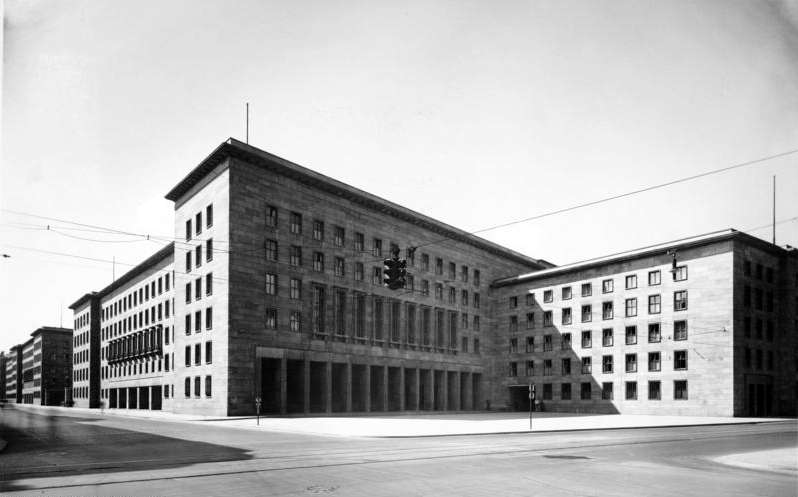
L'edificio del Reichsluftfahrtministerium nel 1938.

Il Reichsluftfahrtministerium, o RLM (dal tedesco: Ministero dell'aviazione del Reich), fu un dipartimento del governo durante il periodo della Germania nazista (1933-45). È inoltre il nome originario di un edificio che sorge in Wilhelmstraße nel quartiere Mitte di Berlino, la capitale della Germania, che oggi ospita il ministero delle finanze tedesco.
Il Ministero dell'aviazione era incaricato dello sviluppo e della produzione dei velivoli, soprattutto per la Luftwaffe, l'aeronautica militare tedesca. Come era caratteristico dei dipartimenti di governo nell'era nazista, la procedura formale degli incarichi del ministero veniva spesso ignorata a favore dei capricci del ministro, il Reichsmarschall Hermann Göring. Lo sviluppo delle sue funzioni e dei velivoli che, di conseguenza, dovevano equipaggiare la Luftwaffe, progredirono lentamente ed in modo irregolare durante tutta la seconda guerra mondiale.

## Le origini
Il ministero fu costituito nell'aprile del 1933 dal "Commissariato del Reich per l'aeronautica" (Reichskommissariat für die Luftfahrt), fondato solo due mesi prima ed affidato allo stesso Göring. In questa fase iniziale il ministero era formato da poco più del personale militare ai diretti ordini di Göring. Una delle sue prime azioni fu requisire il controllo di tutti i brevetti e le aziende di Hugo Junkers, l'ingegnere aeronautico tedesco titolare dell'omonima industria. Tra questi figurano tutti i diritti relativi al velivolo Junkers Ju 52.
Il ministro della difesa, generale Werner von Blomberg, decise che l'importanza dell'aeronautica era tale che non doveva più essere subordinata alle forze armate ma avere una propria autonomia organizzativa. Nel mese di maggio 1933 trasferì il Luftschutzamt, reparto dell'aviazione dell'esercito, al ministero dell'aviazione, e questo è spesso considerato il momento della nascita ufficiale della Luftwaffe. Il ministero ora era molto più grande, e consisteva di due grandi dipartimenti; quello militare, il Luftschutzamt, o LA, e quello civile Allgemeines Luftamt, o LB. Erhard Milch (1892-1972), l'ex dirigente della Deutsche LuftHansa, fu messo al controllo diretto della LA, nella sua funzione di segretario di stato per l'aviazione.

## Prima riorganizzazione
Nel settembre del 1933 fu decisa un'ulteriore riorganizzazione interna per ridurre la dispersione delle risorse tra i dipartimenti. Le modifiche principali erano state approntate per spostare il personale tecnico e di sviluppo dal dipartimento civile (LB) a quello militare. Il risultato fu quello di frammentare ulteriormente il ministero in sei nuovi dipartimenti: Luftkommandoamt (LA), Allgemeines Luftamt (LB), Technisches Amt (LC, ma più spesso denominato T-amt) incaricato di tutte le attività di ricerca e sviluppo, Luftwaffenverwaltungsamt (LD) per la costruzione, Luftwaffenpersonalamt (LP) per l'assunzione e la formazione del personale, e lo Zentralabteilung (ZA), il comando centrale. Nel 1934 venne aggiunto un nuovo dipartimento, il Luftzeugmeister (LZM) responsabile della logistica.

## Le attività durante la seconda guerra mondiale
Con il rapido sviluppo della Luftwaffe in seguito, nel 1939, allo scoppio della seconda guerra mondiale, il ministero si era sviluppato così tanto che Göring non era più in grado di mantenerne il controllo. Questo periodo fu caratterizzato da una crescente incapacità di valutare nuovi progetti di aereo dei quali la Luftwaffe aveva un disperato bisogno, così come da una continua penuria di velivoli e di motori. Nel 1943 Albert Speer sostituì Erhard Milch nella direzione del ministero ed i miglioramenti furono subito palesi. Egli era stato in grado di aggirare la burocrazia dovuta alla rigida gerarchia e rendere le necessarie modifiche lavorando fin quasi a notte inoltrata. La produzione dei velivoli aumentò vertiginosamente e progetti che erano stati ostacolati per i motivi politici, come l'Heinkel He 219 Uhu, potevano finalmente continuare ad essere sviluppati.

## La sede delReichsluftfahrtministerium

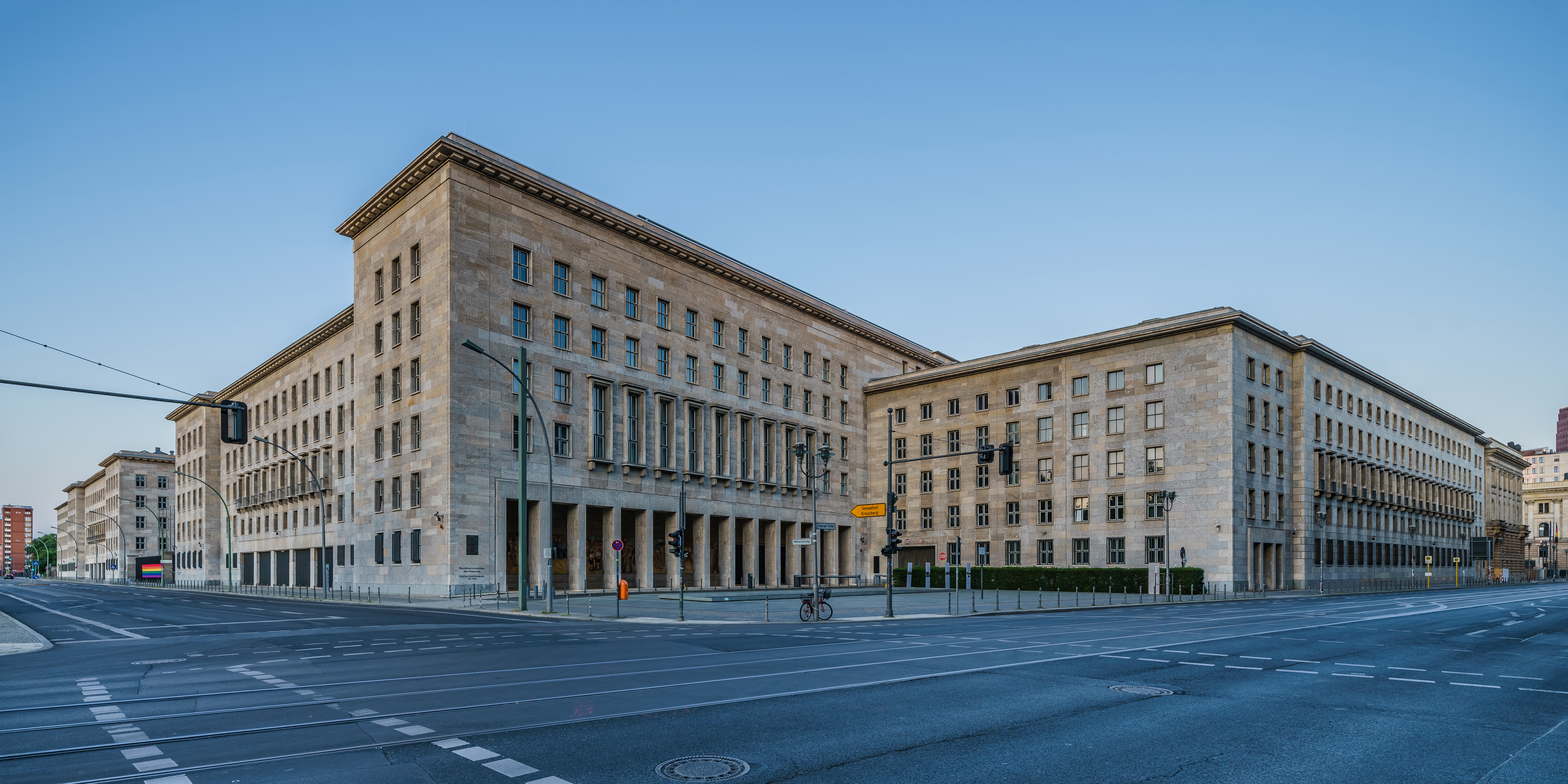
Il palazzo del Reichsluftfahrtministerium, sede del ministero delle finanze tedesco, sito in Wilhelmstraße a Berlino.

Il Reichsluftfahrtministerium, al momento della sua costruzione il più grande edificio adibito ad uffici di tutta l'Europa, fu eretto su ordine di Göring tra il febbraio 1935 e l'agosto 1936, e progettato da Ernst Sagebiel (1892-1970), che poco dopo cominciò la ristrutturazione dell'aeroporto di Tempelhof, l'aeroporto "cittadino" di Berlino, con le stesse gigantesche proporzioni volute dal regime.
Uno scrittore lo ha descritto come "architettura dal tipico stile intimidatorio nazionalsocialista". Il palazzo si affaccia per più di 250 metri lungo Wilhelmstraße, occupando parzialmente il luogo dove sorgeva, nel 1819, il precedente ministero della guerra prussiano, e che copriva l'intero blocco che andava da Prinz-Albrecht-Straße a Leipziger Straße, affacciandosi anche su Leipziger Straße per ricongiungersi alla Preußisches Herrenhaus, precedente sede del parlamento alto prussiano. Esso comprende uno scheletro in cemento armato con rivestimenti esterni di calcare e travertino. Con i suoi sette piani e la superficie totale di 112 000 m², di 2 800 stanze, di 7 km di corridoi, oltre 4 000 finestre, 17 scale e con la pietra che provengono da non meno di 50 cave, il vasto edificio servì alla crescente burocrazia della Luftwaffe, più che alle autorità dell'aeronautica civile che ne condividevano le infrastrutture. Nonostante l'imponenza della costruzione sono occorsi solamente 18 mesi per la sua completa realizzazione, grazie ad un esercito di operai che lavorarono con doppi turni, domeniche comprese. Le prime 1 000 stanze furono consegnate nell'ottobre 1935 dopo appena otto mesi ed una volta completa l'intera struttura accolse 4 000 impiegati e le loro segreterie.
Il Reichsluftfahrtministerium è stato uno dei pochi grandi edifici pubblici nel centro di Berlino ad essere risparmiato dai bombardamenti alleati durante le fasi finali della seconda guerra mondiale. Alla fine del conflitto venne rapidamente restaurato; solo la Ehrensaal (sala d'onore) risultava particolarmente danneggiata e venne ristrutturata nello stile neoclassico stalinista denominandola Festsaal, rimuovendo dalla sue pareti tutti i riferimenti architettonici inneggianti al precedente regime nazionalsocialista, ovvero le svastiche e le enormi aquile prussiane. Altrove, tuttavia, pur dichiarando di voler rimuovere qualsiasi traccia di simbolismo nazionalsocialista, potrebbero non essere stati accurati nella loro eliminazione. Difatti le svastiche erano scolpite nella pietra e nel marmo di diversi pannelli applicati alle pareti esterne, in particolare in due file di pilastri lungo la Wilhelmstraße: voci persistenti riferiscono che questi pannelli siano stati semplicemente girati, riapponendoli in modo da mostrare la loro parte levigata, quella attualmente visibile.
Una volta completate le modifiche l'edificio è diventato sede prima dall'amministrazione militare sovietica e successivamente, dal 1947 al 1949, dalla commissione economica tedesca (Deutsche Wirtschaftskommission). Il 7 ottobre 1949, durante una cerimonia nella Festsaal, fu fondata la Repubblica Democratica Tedesca (RDT) (Deutsche Demokratische Republik o DDR), nota anche come "Germania Est", con Wilhelm Pieck come presidente e Otto Grotewohl come Primo ministro (Ministerpräsident).